# جوناثان جان
جوناثان جان (بالإنجليزية: Jonathan Cahn)‏ هو حاخام أمريكي، ولد في 21 ديسمبر 1961 في نيوجيرسي في الولايات المتحدة.